# Federico Mancuello
Federico Andrés Mancuello (ur. 26 marca 1989 w Reconquista) – argentyński piłkarz pochodzenia włoskiego występujący na pozycji środkowego pomocnika, reprezentant Argentyny, od 2023 roku zawodnik Independiente.